# Cosberella lamaralexanderi
Cosberella lamaralexanderi är en urinsektsart som beskrevs av Bernard 2006. Cosberella lamaralexanderi ingår i släktet Cosberella och familjen Hypogastruridae. Inga underarter finns listade i Catalogue of Life.